# Пиструччи, Камилло (архитектор)
Камилло Пиструччи (итал. Camillo Pistrucci; 11 февраля 1856, Рим — 27 сентября 1927, Рим) — архитектор итальянского историзма и неоклассицизма начала XX века.
Камилло Пиструччи был внуком Бенедетто Пиструччи, скульптора, гравёра и художника-медальера, главы Лондонского монетного двора. Камилло часто путают с сыном Бенедетто, также Камилло Пиструччи (1811—1854), салонным скульптором школы Бертеля Торвальдсена.

## Биография
Камилло Пиструччи родился в Риме в 1856 году в семье Федерико Мариа Пиструччи и Марии Скарселлы, в семье художников и патриотов, чтивших патриотические традиции борцов за Рисорджименто (национально-освободительное движение) Италии. Члены семьи поддерживали дружеские отношение с Джузеппе Мадзини. Камилло Пиструччи стал одним из главных героев архитектурного обновления столицы.
В 1873—1877 годах Камилло Пиструччи учился в Королевском римском институте изящных искусств в Риме на улице Виа ди Рипетта (Regio Istituto romano di belle arti in via di Ripetta) под руководством Луиджи Россо из Вероны. Его сокурсником был Джузеппе Саккони, с которым он установил крепкую и длительную дружбу.
Провозглашение Рима в 1871 году столицей Итальянского королевства стало началом важного периода развития городского строительства. Пиструччи внёс свой вклад в споры о национальном стиле архитектуры. В его понимании современная итальянская архитектура должна основываться на «приостановленном, академически безупречном языке, очищенном от всякой манерной двусмысленности, с некоторыми осторожными ссылками на европейскую архитектуру».
Один из своих ранних проектов Камилло Пиструччи разработал в 1876 году для конкурса на новое здание выставок изобразительного искусства. Но в конкурсе победил Пио Пьячентини. В 1880 году Пиструччи участвовал в IV выставке изящных искусств в Турине. Два года спустя были реализованы два проекта Пиструччи, в одном из которых он смело применил открытые металлические конструкции.
Первым значительным достижением Пиструччи был проект колледжа Массимо в Термах Диоклетиана (1883), в котором архитектор использовал элементы традиционной архитектуры тосканской и римской школ XVI века.
В 1884 году Камилло Пиструччи совместно с Джулио Маньи участвовал в конкурсе на лучший проект здания городского суда: Дворца правосудия в Риме. Он проектировал дома на Виа Кавур в стиле «римского классицизма».
В 1883 году архитектор женился на Эмме Кортеселли, от которой у него родилось две дочери: Джорджия и Элиза. С 1891 по 1905 год он был одним из основателей Художественной ассоциации любителей архитектуры (Associazione artistica tra i cultori dell’architettura).
В 1890 году в Турине он участвовал в 1-й Выставке итальянской архитектуры, его проекты были отмечены серебряной медалью. В том же году Пиструччи был одним из основателей AACAR (Художественная ассоциация преподавателей архитектуры в Риме). В 1894 году он участвовал в конкурсе на строительство новой железнодорожной станции в Бухаресте и многих других проектах.
В 1906 году итальянское правительство решило расчистить площадь перед Витториано — монументом королю Виктору Эммануилу II, многие постройки были снесены. Часть Палаццо Венеция была разобрана. Работами по сносу, созданию нового южного фасада Палаццо и строительству нового корпуса вёл архитектор Камилло Пиструччи. Для Генерального консульства Венеции по проекту Джузеппе Саккони при участии Пиструччи построили новое здание (Palazzo delle Assicurazioni Generali di Venezia) в неоренессансном стиле с такой же квадратной башней, как у старого дворца напротив. В результате Площадь Венеции (Piazza Venezia) оказалась обрамлённой двумя симметричными по композиции зданиями. Это было новшеством в градостроительном искусстве Италии того времени.
Между 1910 и 1913 годами Пиструччи приобрёл известность в качестве автора в меру консервативных неоклассических проектных гипотез, которые ранее, в предыдущие десятилетия, не были популярны. Он руководил многими градостроительными и реставрационными работами в Риме и в других городах Италии.
В 1926 году Пиструччи было присвоено звание «Почётного члена» Национальной академии Святого Луки.